# 平良川通信所
平良川通信所 （たいらがわつうしんしょ、英語: Deragawa Communication Site）は、沖縄県具志川市にあった米軍基地で、アメリカ陸軍の通信施設。冷戦時代には、心理戦ラジオ放送 VUNC「国連軍総司令部放送」の拠点となった。米軍は平良川（タイラガワ）をデラガワと発音し、その公式の基地名を「デラガワ通信所」としている。1974年に返還された。

## 概要
場所: 沖縄県具志川市（現在のうるま市）字仲績・字田場・字上江洲・字喜屋武
面積: 550,100 ㎡（1972年時点での面積182,100㎡ にそれ以前の1968-69年の土地返還面積分を加算）
管轄: 米陸軍第7心理作戦部隊第16心理作戦中隊

## 沿革
- 1945年 - 終戦と同時に米陸軍の物資集積所として使用開始[2]。
- 1961年7月 - 陸軍通信隊の通信基地となる。
- 1963年 - 「国連軍の声」の放送拠点が沖縄の平良川通信所に移される。
- 1968年6月30日 - 約166,000㎡ を返還。
- 1969年8月31日 - 約202,000㎡ を返還。
- 1971年6月30日 - 沖縄返還を前に、「ボイス・オブ・アメリカ」と同様に「国連軍の声」の放送が停止される。
- 1972年5月15日 - 沖縄返還に伴い、改めて「平良川通信所」として提供開始。
- 1973年6月30日 - 米軍通信機能の再編統合に伴い約54,000㎡ を返還。

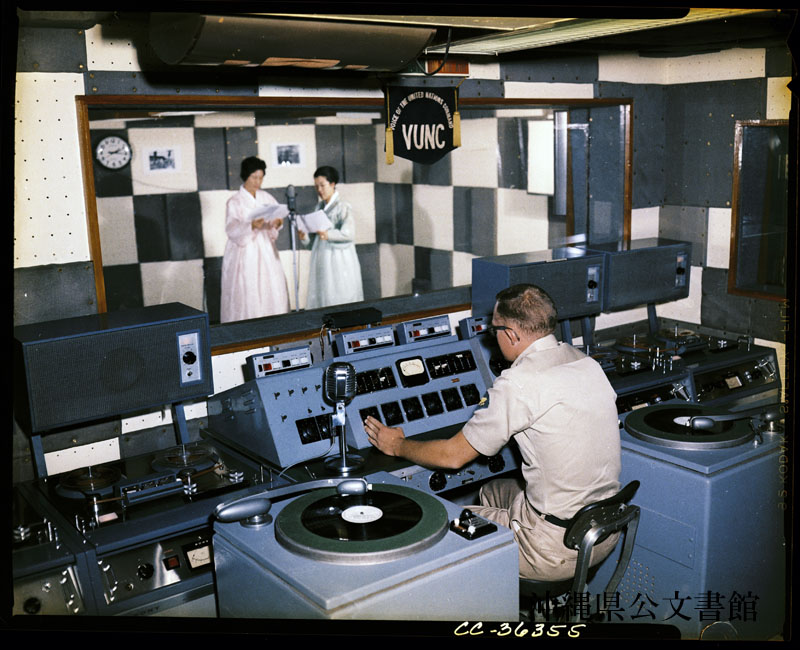
沖縄の米軍基地から朝鮮半島に向けて発信されていた「国連軍の声」 (VUNC)。スタジオは牧港補給地区にあった。

- 1974年4月30日 - 全返還。

## 「デラガワ通信所」の心理戦部隊
平良川通信所での業務は、冷戦時代の米陸軍の最重要機密であった心理戦部隊の活動、特に沖縄で創設され、沖縄を拠点とする第7心理戦部隊の範疇にあるため、未だに多くが不明のままである。
第7心理作戦群第16心理作戦中隊の退役軍人の証言によると、基地の主要な任務の一つは、第7心理戦部隊司令部のある牧港補給地区（キャンプ・キンザー）のスタジオや平良川通信所で録音されたVUNC番組やその他の情報を 50k WSSB で韓国や中国にすることだった。また、移動式のバンで移動しながら迅速に放送機器を使って放送拠点を構築するため、海外の人員を訓練することも含まれていたという。電波機器の保守管理を行うエンジニアたちは、多くの放送内容は韓国語または中国語で行われたため、自分達が何を送信しているのかもよくわからなかったと回想している。
平良川通信所を拠点とした第16心理作戦中隊はラジオ隊ともよばれ、機動ラジオ班、機動傍受班、「国連軍の声」送信所を担当した。
| 施設番号 | 名称                 | 第7心理作戦群       |
| -------- | -------------------- | ------------------- |
| FAC6056  | 牧港補給地区         | 司令部              |
| FAC6057  | 牧港補給地区補助施設 | 第7心理作戦部隊倉庫 |
| FAC6034  | 平良川通信所         | ラジオ隊            |

## 心理戦としての電波放送
沖縄戦で心理戦に一定の実績を積み上げた米軍は、朝鮮戦争が始まると、北朝鮮や中国、ソ連といった共産圏だけでなく、南側の韓国の住民に対しても活発な心理戦を展開した。1950年、GHQはNHKに心理戦ラジオ放送の中継を命じ、6月28日にはNHK第二放送で「マッカーサー司令部の声」を、また7月1日からNHK第一放送で、VOA「アメリカの声」 (Voice of America) の放送の中継を開始した。7月7日、「マッカーサー司令部の声」は VUNC「国連軍総司令部放送」或いは「国連軍の声」 (Voice of United Nations Command) と改名された。
米国の心理戦ラジオ放送は、米国務省が管轄するVOAと、米軍が発信するVUNCの２本立てであったが、1952年にGHQによる日本占領が終了することで、これらの放送施設の両方ともが、米国統治下の沖縄へと移転された。沖縄のVOA通信所は国頭村奥間と恩納村万座毛と北谷村浜川に設置され、一方、VUNCは、牧港補給地区（キャンプ・キンザー）内の米陸軍心理作戦部隊第7心理作戦部隊に継承され、極東地域の米陸軍による対共産圏プロパガンダ・宣撫活動を担った。退役軍人の証言によると、VUNCのスタジオは牧港補給地区内にあり、平良川通信所に録音テープが送られ、そこから中国、韓国、ベトナムへと発信されたという。
VUNC は実質的に米軍の心理戦略、プロパガンダ放送であり、「国連軍の声」という名を掲げながらも、実際には国連はVUNCの設立を承認しておらず、国連軍総司令部の指揮下にもないため、潜在的に大きな問題となる可能性があった。1972年の沖縄返還に先立ちVUNCは1971年6月30日に廃止され、土地は1974年4月30日に全返還された。また沖縄のVOA通信所はグアムに移転され、土地は1978年に全返還された。

## 返還
1974年4月30日に全返還された。基地の跡地開発は旧具志川市 (現うるま市) 平良川の発展を支えた。
跡地利用 - 復帰記念会館、中央公民館、市民芸術劇場、高齢者創作館、福祉センター、公民館、住宅地。